# Goyrans
Goyrans est une commune française située dans le nord du département de la Haute-Garonne, en région Occitanie. Elle fait partie de la communauté d'agglomération du Sicoval. Sur le plan historique et culturel, la commune est dans le Lauragais, l'ancien « Pays de Cocagne », lié à la fois à la culture du pastel et à l’abondance des productions, et de « grenier à blé du Languedoc ».
Exposée à un climat océanique altéré, elle est drainée par l'Ariège et par divers autres petits cours d'eau. La commune possède un patrimoine naturel remarquable : un site Natura 2000 (« Garonne, Ariège, Hers, Salat, Pique et Neste »), trois espaces protégés (« la Garonne, l'Ariège, l'Hers Vif et le Salat », la réserve naturelle régionale Confluence Garonne-Ariège et « Les Roches ») et trois zones naturelles d'intérêt écologique, faunistique et floristique.
Goyrans est une commune rurale qui compte 847 habitants en 2022, après avoir connu une forte hausse de la population depuis 1975. Elle fait partie de l'aire d'attraction de Toulouse.
Ses habitants sont les Goyranais et les Goyranaises (Goiranés en occitan).

## Géographie

### Localisation
La commune de Goyrans se trouve dans le département de la Haute-Garonne, en région Occitanie.
Sur le plan historique et culturel, Goyrans fait partie du pays toulousain, une ceinture de plaines fertiles entrecoupées de bosquets d'arbres, aux molles collines semées de fermes en briques roses, inéluctablement grignotée par l'urbanisme des banlieues.
Elle se situe à 14 km à vol d'oiseau de Toulouse, préfecture du département, et à 7 km de Castanet-Tolosan, bureau centralisateur du canton de Castanet-Tolosan dont dépend la commune depuis 2015 pour les élections départementales.
La commune fait en outre partie du bassin de vie de Toulouse.
Les communes les plus proches sont : 
Aureville (1,7 km), Clermont-le-Fort (2,6 km), Lacroix-Falgarde (2,7 km), Vigoulet-Auzil (3,7 km), Pins-Justaret (3,9 km), Rebigue (4,1 km), Labarthe-sur-Lèze (4,2 km), Villate (4,4 km).
|                   | Lacroix-Falgarde |           |
| Pins-Justaret     | Goyrans          | Aureville |
| Labarthe-sur-Lèze | Clermont-le-Fort |           |

### Géologie et relief
La plus grande partie de la commune est située sur une serre (occitan serra, une colline toute en longueur). Cette serre surplombe la plaine de la Garonne et de l'Ariège qui s'étend à plus de 120 m en contrebas à l'ouest. Cette colline constitue un des coteaux de la Garonne, zone d'élargissement par érosion de la plaine alluviale du fleuve. La transition vers la plaine est abrupte (au sens propre du terme) et laisse place par endroits à de véritables petites falaises (las ròcas en occitan toulousain, d'où le « chemin des Roques » situé au nord de la commune).
La crête de la serre est relativement plus haute que celle des collines environnantes. Le terrain parfois accidenté est de nature argilo-marneuse. La configuration des lieux permet de nombreux points de vue remarquables en particulier vers l'ouest et le sud. Au nord du village, à l'extrémité nord de la serre se trouve un platane d'âge respectable que l'on peut apercevoir depuis l'autre extrémité de l'agglomération toulousaine Castelnau-d'Estretefond, Saint-Jory à plus de 30 km de distance à vol d'oiseau.
Au bord de l'Ariège s'étend le Ramier de Goyrans (de l'occitan ramier lieu ombragé de branches ramas), terrain alluvial et plat dont une partie est mise à profit pour les cultures, l'autre passablement humide étant boisée.
La commune est traversée dans le sens de la longueur par une route de crête (Chemin des Crêtes) sur laquelle s'embranchent des routes transversales. La commune est de constituée de sept quartiers. Outre le vieux village, les anciennes habitations sont comme partout dans la région disséminées dans la campagne. À ces anciennes habitations ont été ajoutées depuis une trentaine d'années plusieurs quartiers lotis relativement circonscrits. On peut compter en allant du sud vers le nord : Badel (occitan Badelh), les Pins (les maisons de ce lotissement sont disséminées dans une pinède orientée au sud), Daurides, la Maison, les Hauts de Goyrans, et Balandra.

### Hydrographie

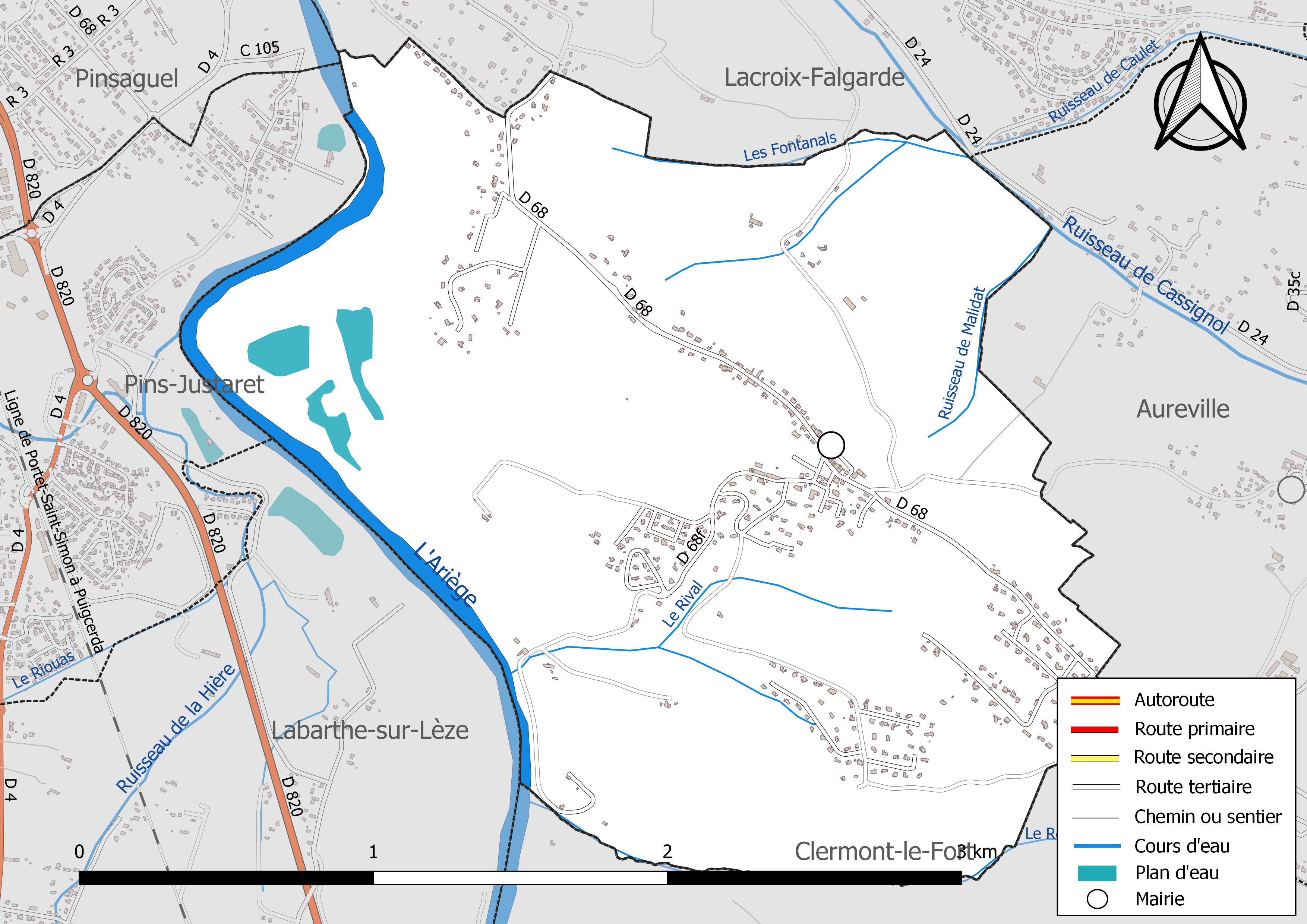
Réseaux hydrographique et routier de Goyrans.

La commune est dans le bassin de la Garonne, au sein du bassin hydrographique Adour-Garonne. Elle est drainée par l'Ariège, le Régaut, le Rival, Les Fontanals, le ruisseau de Malidat et par deux petits cours d'eau, constituant un réseau hydrographique de 7 km de longueur totale,.

### Climat
Pour des articles plus généraux, voir Climat de l'Occitanie et Climat de la Haute-Garonne.
En 2010, le climat de la commune est de type climat du Bassin du Sud-Ouest, selon une étude s'appuyant sur une série de données couvrant la période 1971-2000. En 2020, Météo-France publie une typologie des climats de la France métropolitaine dans laquelle la commune est exposée à un climat océanique altéré et est dans la région climatique Aquitaine, Gascogne, caractérisée par une pluviométrie abondante au printemps, modérée en automne, un faible ensoleillement au printemps, un été chaud (19,5 °C), des vents faibles, des brouillards fréquents en automne et en hiver et des orages fréquents en été (15 à 20 jours).
Pour la période 1971-2000, la température annuelle moyenne est de 12,9 °C, avec une amplitude thermique annuelle de 15,7 °C. Le cumul annuel moyen de précipitations est de 777 mm, avec 9,6 jours de précipitations en janvier et 5,9 jours en juillet. Pour la période 1991-2020, la température moyenne annuelle observée sur la station météorologique la plus proche, située sur la commune de Cugnaux à 10 km à vol d'oiseau, est de 14,3 °C et le cumul annuel moyen de précipitations est de 635,7 mm,. Pour l'avenir, les paramètres climatiques de la commune estimés pour 2050 selon différents scénarios d'émission de gaz à effet de serre sont consultables sur un site dédié publié par Météo-France en novembre 2022.

### Milieux naturels et biodiversité

#### Espaces protégés
La protection réglementaire est le mode d’intervention le plus fort pour préserver des espaces naturels remarquables et leur biodiversité associée,.
Trois espaces protégés sont présents sur la commune : 
- « la Garonne, l'Ariège, l'Hers Vif et le Salat », objet d'un arrêté de protection de biotope, d'une superficie de 1 658,7 ha[16] ;
- la réserve naturelle régionale Confluence Garonne-Ariège, classée en 2015, d'une superficie de 587 ha, qui constitue un lieu patrimonial d’exception en termes écologique et biologique, d’intérêt régional, voire national dans un contexte périurbain prononcé. Parmi les espèces floristiques remarquables, on trouve entre autres, l’utriculaire élevée et le jonc fleuri (espèces affiliées aux zones humides), le silène de France et le grand muflier (inféodées aux milieux prairiaux secs et pauvres), le peigne de Vénus et la nigelle de France (pour les espaces agricoles limitrophes)[17],[18] ;
- « Les Roches », un terrain acquis (ou assimilé) par un conservatoire d'espaces naturels, d'une superficie de 0,3 ha[19].

#### Réseau Natura 2000

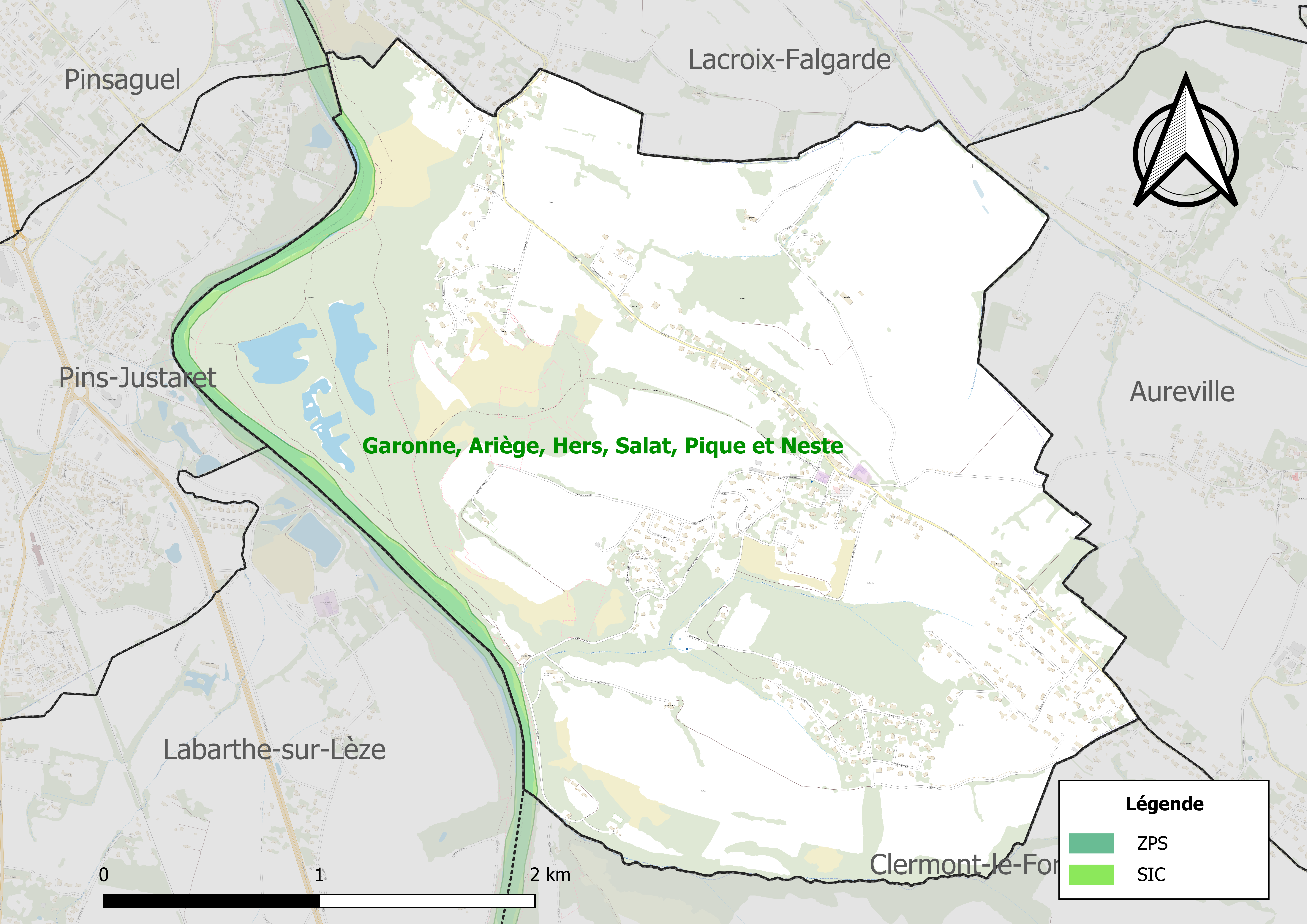
Site Natura 2000 sur le territoire communal.

Le réseau Natura 2000 est un réseau écologique européen de sites naturels d'intérêt écologique élaboré à partir des directives habitats et oiseaux, constitué de zones spéciales de conservation (ZSC) et de zones de protection spéciale (ZPS).
Un site Natura 2000 a été défini sur la commune au titre de la directive habitats : « Garonne, Ariège, Hers, Salat, Pique et Neste », d'une superficie de 9 581 ha, un réseau hydrographique pour les poissons migrateurs (zones de frayères actives et potentielles importantes pour le Saumon en particulier qui fait l'objet d'alevinages réguliers et dont des adultes atteignent déjà Foix sur l'Ariège.

#### Zones naturelles d'intérêt écologique, faunistique et floristique

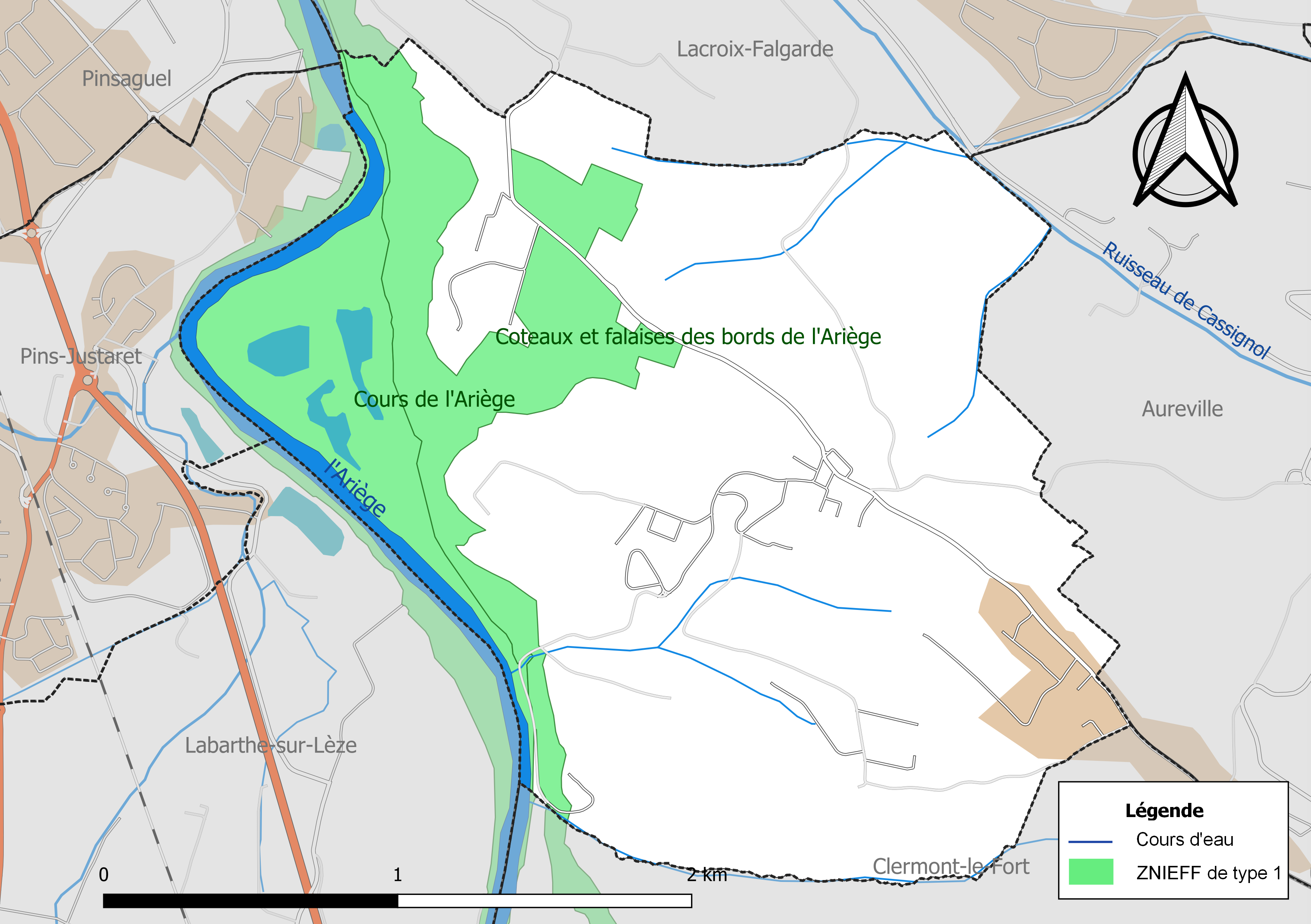
Carte des ZNIEFF de type 1 localisées sur la commune.

L’inventaire des zones naturelles d'intérêt écologique, faunistique et floristique (ZNIEFF) a pour objectif de réaliser une couverture des zones les plus intéressantes sur le plan écologique, essentiellement dans la perspective d’améliorer la connaissance du patrimoine naturel national et de fournir aux différents décideurs un outil d’aide à la prise en compte de l’environnement dans l’aménagement du territoire.
Deux ZNIEFF de type 1 sont recensées sur la commune :
les « coteaux et falaises des bords de l'Ariège » (126 ha), couvrant 3 communes du département et 
le « cours de l'Ariège » (1 341 ha), couvrant 56 communes dont 43 dans l'Ariège et 13 dans la Haute-Garonne
et une ZNIEFF de type 2, : 
« l'Ariège et ripisylves » (1 975 ha), couvrant 56 communes dont 43 dans l'Ariège et 13 dans la Haute-Garonne.

## Urbanisme

### Typologie
Au 1er janvier 2024, Goyrans est catégorisée commune rurale à habitat dispersé, selon la nouvelle grille communale de densité à sept niveaux définie par l'Insee en 2022.
Elle est située hors unité urbaine. Par ailleurs la commune fait partie de l'aire d'attraction de Toulouse, dont elle est une commune de la couronne,. Cette aire, qui regroupe 527 communes, est catégorisée dans les aires de 700 000 habitants ou plus (hors Paris),.

### Occupation des sols

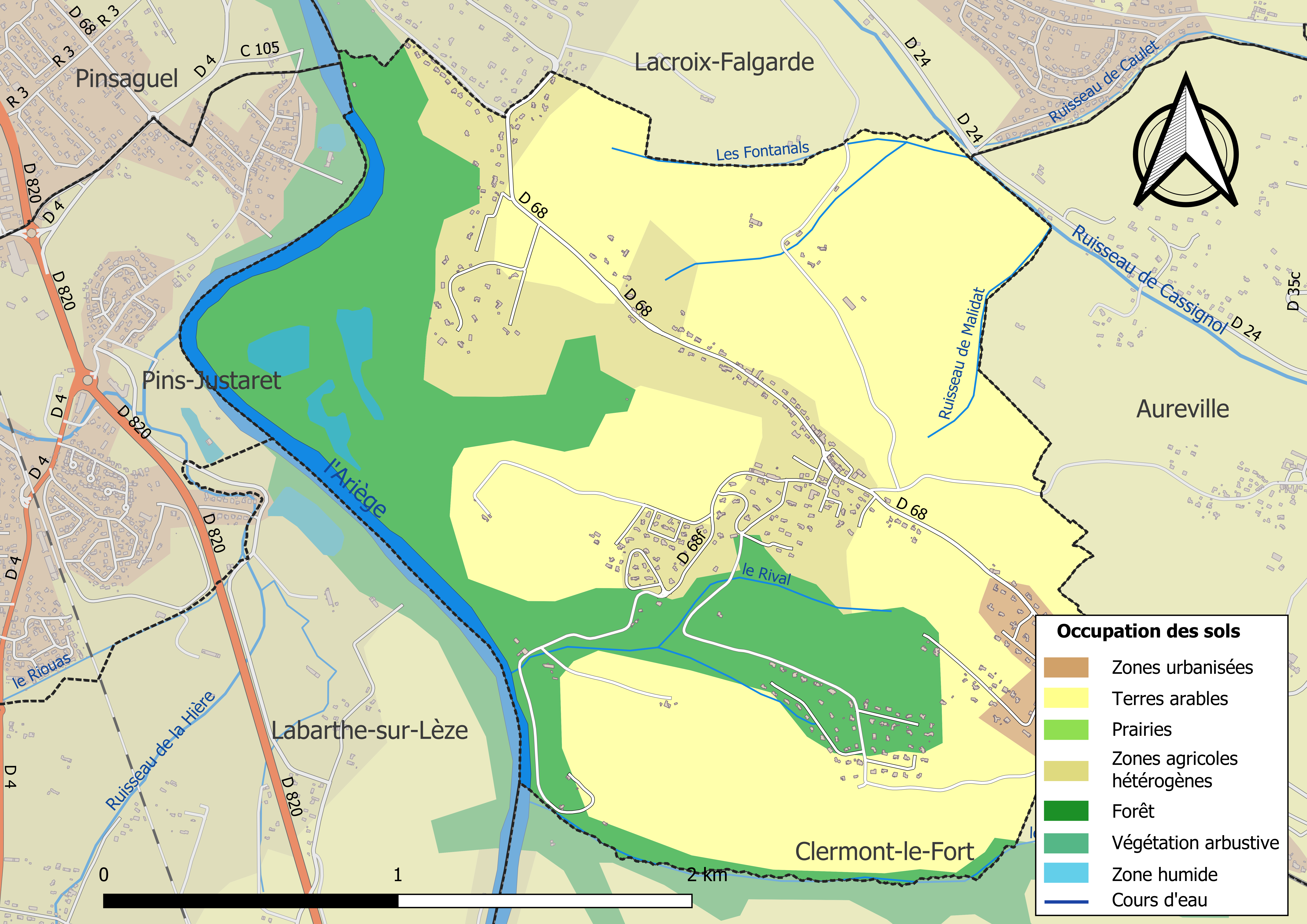
Carte des infrastructures et de l'occupation des sols de la commune en 2018 (CLC).

L'occupation des sols de la commune, telle qu'elle ressort de la base de données européenne d’occupation biophysique des sols Corine Land Cover (CLC), est marquée par l'importance des territoires agricoles (57,5 % en 2018), en diminution par rapport à 1990 (70,1 %). La répartition détaillée en 2018 est la suivante : 
terres arables (57,5 %), forêts (29,9 %), zones urbanisées (12,6 %). L'évolution de l’occupation des sols de la commune et de ses infrastructures peut être observée sur les différentes représentations cartographiques du territoire : la carte de Cassini (XVIIIe siècle), la carte d'état-major (1820-1866) et les cartes ou photos aériennes de l'IGN pour la période actuelle (1950 à aujourd'hui).

### Voies de communication et transports
La ligne TAD 119 du réseau Tisséo permet de rejoindre la station Ramonville du métro de Toulouse depuis le village.

### Risques majeurs
Le territoire de la commune de Goyrans est vulnérable à différents aléas naturels : météorologiques (tempête, orage, neige, grand froid, canicule ou sécheresse), inondations, mouvements de terrains et séisme (sismicité très faible). Il est également exposé à un risque technologique, la rupture d'un barrage. Un site publié par le BRGM permet d'évaluer simplement et rapidement les risques d'un bien localisé soit par son adresse soit par le numéro de sa parcelle.

#### Risques naturels
Certaines parties du territoire communal sont susceptibles d’être affectées par le risque d’inondation par débordement de cours d'eau, notamment l'Ariège. La commune a été reconnue en état de catastrophe naturelle au titre des dommages causés par les inondations et coulées de boue survenues en 1982, 1999, 2000, 2009 et 2022,.

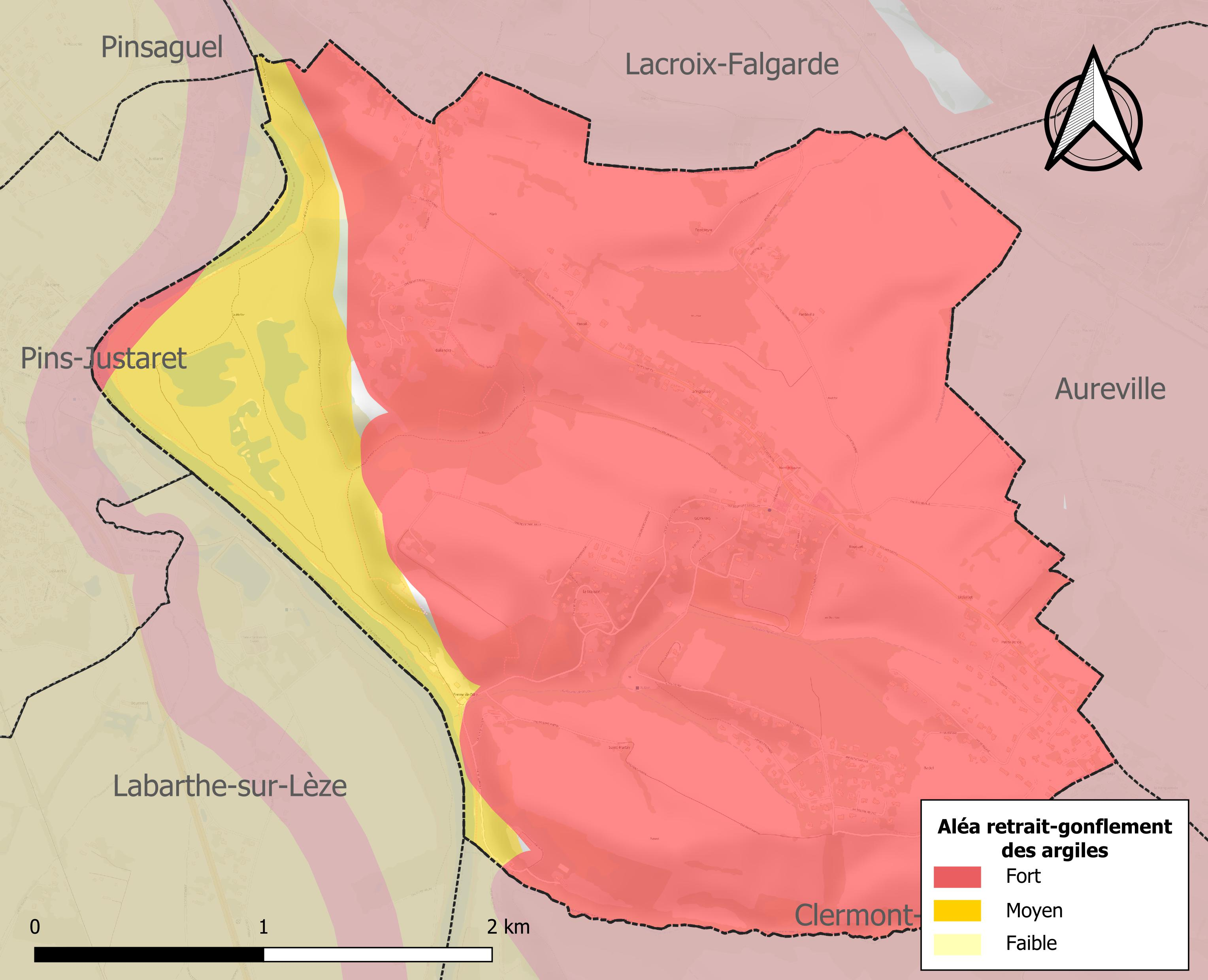
Carte des zones d'aléa retrait-gonflement des sols argileux de Goyrans.

La commune est vulnérable au risque de mouvements de terrains constitué principalement du retrait-gonflement des sols argileux. Cet aléa est susceptible d'engendrer des dommages importants aux bâtiments en cas d’alternance de périodes de sécheresse et de pluie. 99,3 % de la superficie communale est en aléa moyen ou fort (88,8 % au niveau départemental et 48,5 % au niveau national). Sur les 325 bâtiments dénombrés sur la commune en 2019, 325 sont en aléa moyen ou fort, soit 100 %, à comparer aux 98 % au niveau départemental et 54 % au niveau national. Une cartographie de l'exposition du territoire national au retrait gonflement des sols argileux est disponible sur le site du BRGM,.
Par ailleurs, afin de mieux appréhender le risque d’affaissement de terrain, l'inventaire national des cavités souterraines permet de localiser celles situées sur la commune.
Concernant les mouvements de terrains, la commune a été reconnue en état de catastrophe naturelle au titre des dommages causés par la sécheresse en 1998, 2002, 2003, 2011, 2016 et 2020 et par des mouvements de terrain en 1999.

#### Risques technologiques
La commune est en outre située en aval des barrages de Montbel (Ariège), de Cap de Long (Hautes-Pyrénées), de Gnioure, de Naguilhes, de Laparan (Ariège) et de. À ce titre elle est susceptible d’être touchée par l’onde de submersion consécutive à la rupture d'un de ces ouvrages.

## Toponymie
Pour le nom du village, on entend les prononciations [gwaʀãᵑ] plutôt chez les personnes d'origine locale ou [gwaʀãs] chez les nouveaux arrivants - en particulier ceux arrivant du nord de la France.
Le nom occitan de la commune est Goirans prononcé "gouill-rannss" IPA [guj'ɾɑns]. Ce nom est à rapprocher du nom occitan de la buse (rapace) gòira prononcé (goɪɾo). On trouve des toponymes similaires dans le Gard (Goyran) et les Alpes-de-Haute-Provence (Les Goirands, hameau de La Bréole). Au XVIIe siècle, la carte de France de Cassini mentionne le village sous le nom de Gouirans, selon sa prononciation occitane.

## Histoire

### Préhistoire
En 1883, des outils néolithiques ont été retrouvés sur le territoire de la commune, attestant une première occupation des lieux dès cette époque[réf. nécessaire].

### Moyen Âge
Une des premières attestations - indirecte - du village est un acte d'arpentage de Lacroix-Falgarde daté du 3 janvier 1254 (archives départementales E90). Deux des terres qui bordaient alors Falgarde appartenaient à deux personnes nommées "Petrus Andreas de Goirons" et "Petrus Paulus de Goirons". La forme 'Goirons' (avec an > on) sous laquelle le nom du village apparaît dans ce texte est normale en occitan toulousain du Moyen Âge. Ce phénomène (par ex. 'campana' prononcé [kom'pono]), qui était encore attesté en Aveyron au XXe siècle s'étendait alors jusqu'au pays toulousain et aux Corbières, et a fini par régresser en laissant de nombreuses traces.
En 1335, Goyrans fait partie des villages dévastés par le Prince Noir.
Le seigneur Bernardus de Goyranibus (Bernard de Goyrans ?-1469) fut capitoul (membre du conseil municipal) de Toulouse.
Au tournant du XVIe siècle, Goyrans faisait partie du pays de cocagne, région qui prospérait grâce à la culture du pastel, qui était exporté par voie fluviale vers Bordeaux. Cette prospérité a été brutalement arrêtée par les guerres de religion qui ont ravagé la région dans la seconde moitié du XVIe siècle. Le village a fait un temps partie à cette époque du domaine de Jacques de Rochechouart qui comprenait également Aureville, Clermont et Labarthe. Ce seigneur basé (et enterré) à Aureville avait droit de haute et basse justice et battait monnaie.
La commune parlait autrefois un occitan languedocien de type toulousain (par exemple, article défini masculin « le/les et non lo/los). Elle se situait tout au bord de la zone de dialecte gascon (la limite dans ce secteur étant le cours de l'Ariège puis de la Lèze plus en amont), et le parler local en comportait quelques influences. La langue est pour ainsi dire éteinte, les quelques locuteurs restant ayant dépassé les 60 ans[réf. nécessaire].

### Période contemporaine
Depuis les années 1980, l'histoire du village a vu un changement radical de la composition de sa population. En 30 ans, le village est passé de l'état de commune rurale vieillissante à celle de commune résidentielle cossue en lien avec le développement des hautes technologies dans l'agglomération toulousaine (aéronautique, spatial). Cette évolution est reflétée dans les données de la table ci-dessous. Le surcroît de population est localisé dans les six quartiers hors vieux village mentionnés ci-dessus.
Depuis 2008, un projet de logement social a été réalisé pour répondre aux réglementations visant à introduire de la mixité sociale sur le territoire français. À cet effet, l'ancienne (et très grande) ferme de Penteville a été aménagée de façon à abriter huit appartements entre 150 et 200 m2 sur trois niveaux. Il s'agirait en fait d'appartements de standing en harmonie avec l'architecture de ce corps de ferme datant de plus de 150 ans[réf. nécessaire].

## Politique et administration

### Administration municipale
Le nombre d'habitants au recensement de 2017 étant compris entre 500 habitants et 1 499 habitants, le nombre de membres du conseil municipal pour l'élection de 2020 est de quinze,.

### Rattachements administratifs et électoraux
Commune faisant partie de la dixième circonscription de la Haute-Garonne, du Sicoval et du canton de Castanet-Tolosan.

### Liste des maires

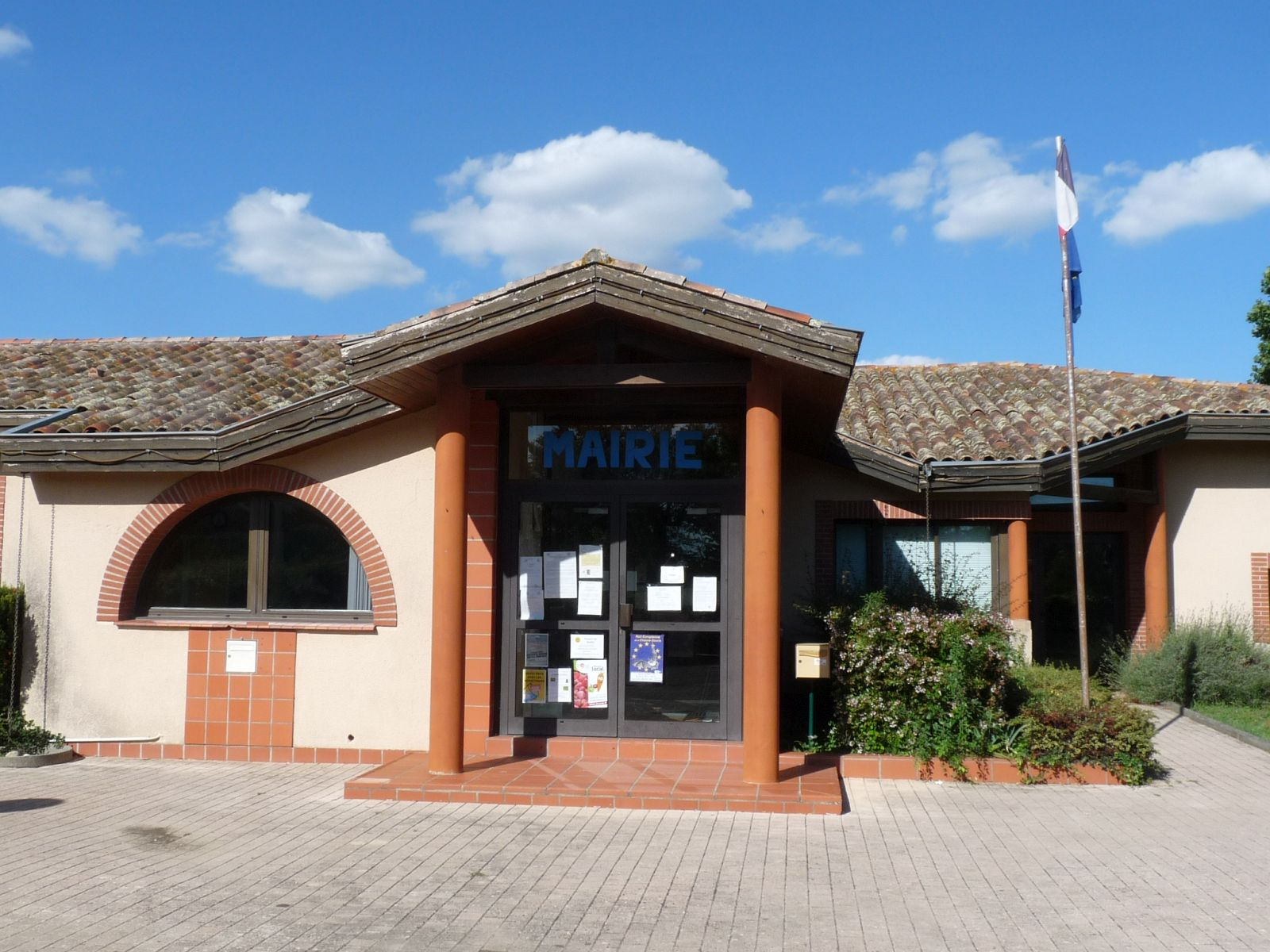
La mairie.

| Période                                  | Période       | Identité                      | Étiquette | Qualité       |
| ---------------------------------------- | ------------- | ----------------------------- | --------- | ------------- |
| Les données manquantes sont à compléter. |               |                               |           |               |
| mars 2008                                | mars 2014     | Jean-Louis Robert             | PS        |               |
| mars 2014                                | novembre 2014 | Michel Glatigny               | SE        |               |
| novembre 2014                            | janvier 2015  | Corinne Cabanié (par intérim) | SE        |               |
| janvier 2015                             | juillet 2020  | Patrice Robert                | SE        | Fonctionnaire |
| juillet 2020                             | En cours      | Véronique Haïtce              |           |               |

## Population et société

### Démographie
| 1793 | 1800 | 1806 | 1821 | 1831 | 1836 | 1841 | 1846 | 1851 |
| ---- | ---- | ---- | ---- | ---- | ---- | ---- | ---- | ---- |
| 252  | 207  | 207  | 262  | 265  | 265  | 275  | 264  | 261  |

| 1856 | 1861 | 1866 | 1872 | 1876 | 1881 | 1886 | 1891 | 1896 |
| ---- | ---- | ---- | ---- | ---- | ---- | ---- | ---- | ---- |
| 222  | 217  | 199  | 188  | 160  | 181  | 173  | 204  | 200  |

| 1901 | 1906 | 1911 | 1921 | 1926 | 1931 | 1936 | 1946 | 1954 |
| ---- | ---- | ---- | ---- | ---- | ---- | ---- | ---- | ---- |
| 183  | 163  | 169  | 141  | 138  | 151  | 146  | 131  | 112  |

| 1962 | 1968 | 1975 | 1982 | 1990 | 1999 | 2005 | 2006 | 2010 |
| ---- | ---- | ---- | ---- | ---- | ---- | ---- | ---- | ---- |
| 121  | 137  | 226  | 417  | 539  | 809  | 859  | 862  | 911  |

| 2015 | 2020 | 2022 | - | - | - | - | - | - |
| ---- | ---- | ---- | - | - | - | - | - | - |
| 850  | 843  | 847  | - | - | - | - | - | - |

| selon la population municipale des années : | 1968 | 1975 | 1982 | 1990 | 1999 | 2006 | 2009 | 2013 |
| Rang de la commune dans le département      | 435  | 276  | 209  | 188  | 159  | 170  | 171  | 178  |
| Nombre de communes du département           | 592  | 582  | 586  | 588  | 588  | 588  | 589  | 589  |

### Enseignement
Goyrans fait partie de l'académie de Toulouse.
La commune est équipée d'une école maternelle de deux classes qui a pour mission d'accueillir les enfants des communes de Clermont-le-Fort et Aureville outre ceux du village. Le village est également le siège d'une école élémentaire communale comportant trois classes. Au collège et au lycée, les enfants vont par défaut à Pins-Justaret. Chaque école dispose d'une garderie ainsi d'une cantine.

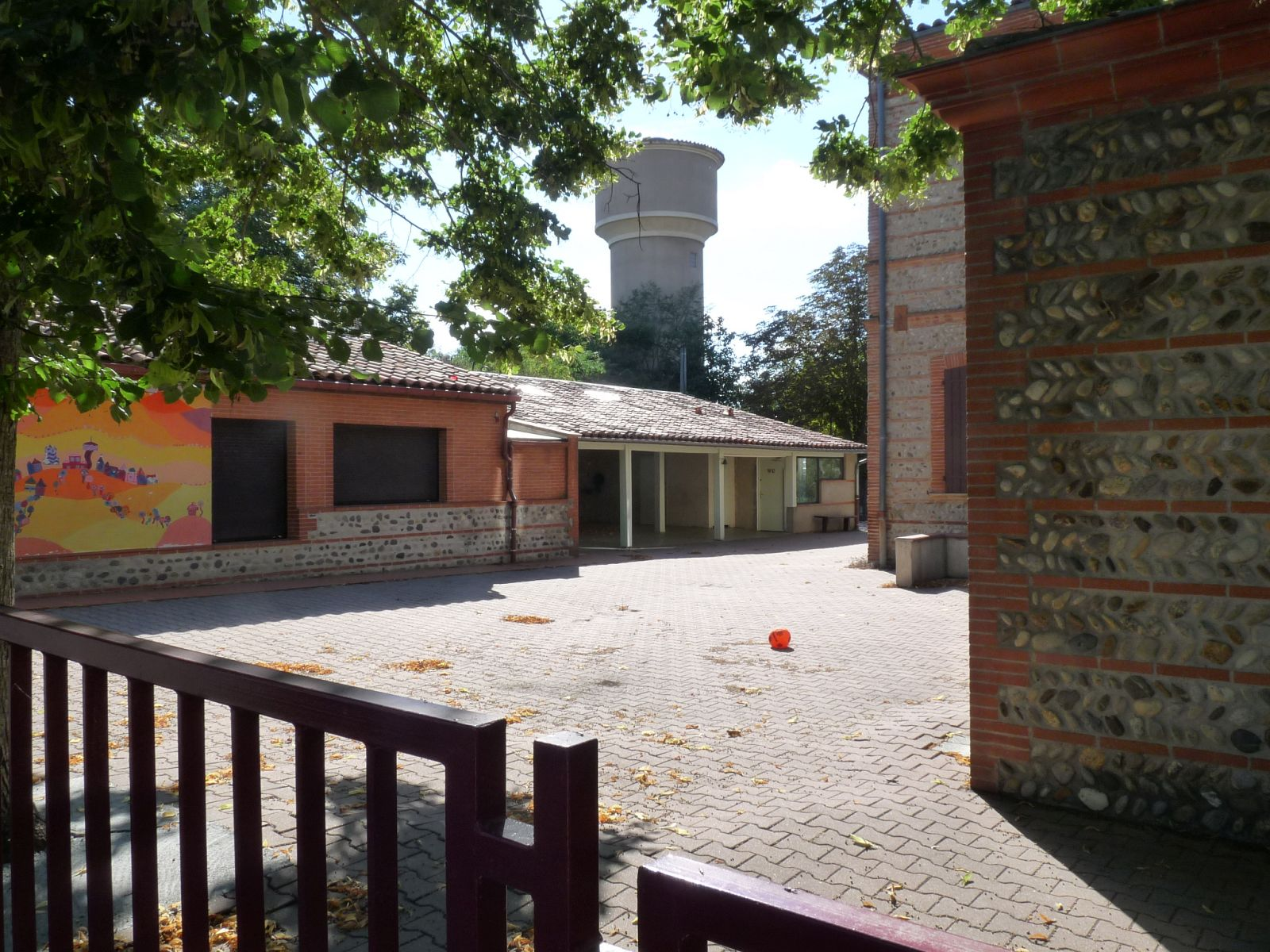
L'école élémentaire
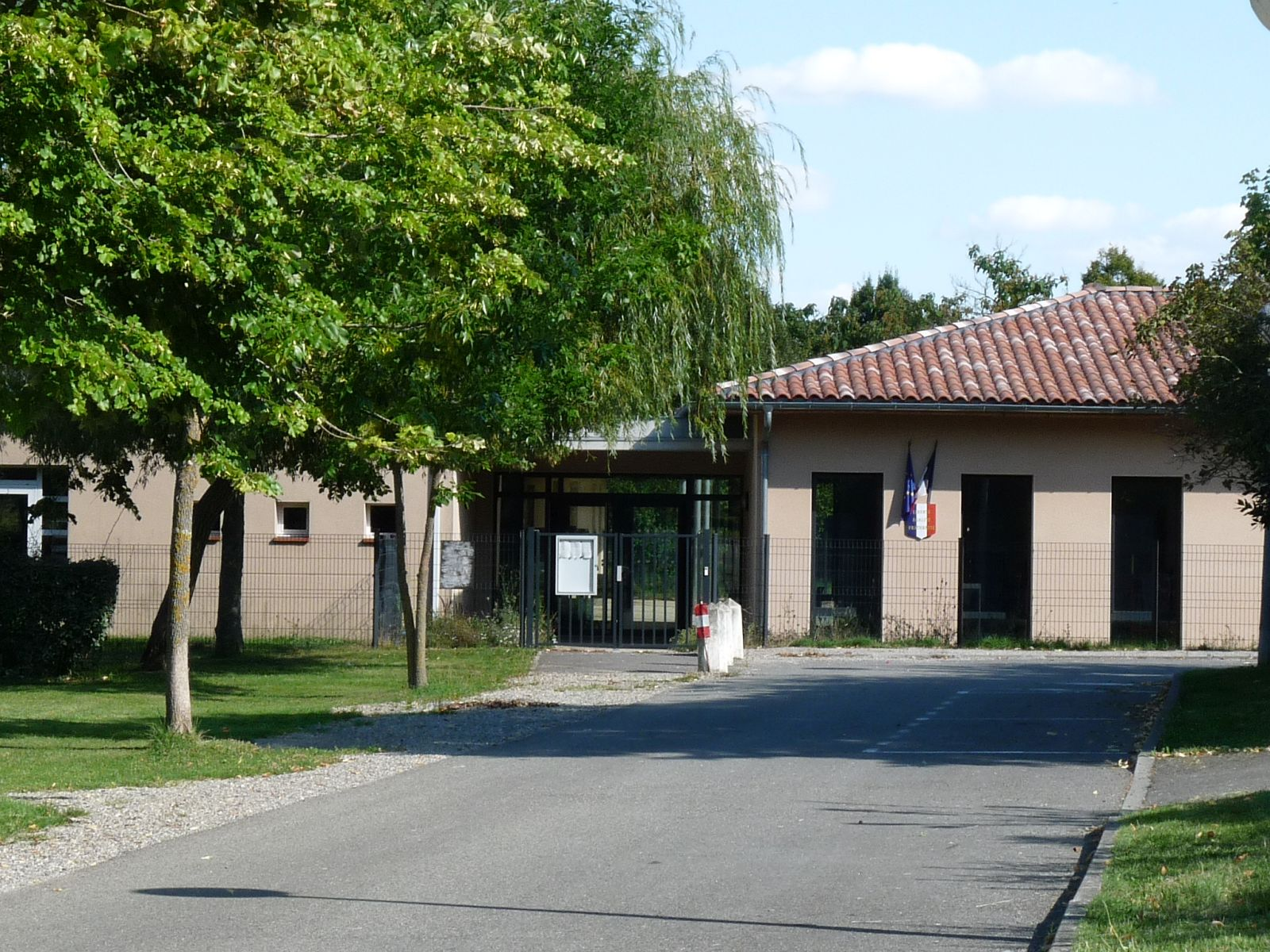
L'école maternelle

### Activités sportives
La commune est équipée de trois terrains de tennis dont l'accès est géré par le club Tennis Goyrans Village, membre de la fédération française de tennis.

### Culture et festivités
Il existe un foyer rural présentant de nombreuses activités (poterie, théâtre, yoga, guitare, judo, bridge, etc.).
La municipalité a lancé en 2010 le festival « Goyrans Vibration », un événement à vocation récurrente, présentant entre autres des spectacles musicaux (première édition le 1er mai 2010, deuxième édition les 2 et 3 octobre 2010).
La commune est également le siège de plusieurs associations (La Roco Gouiranéso, etc.).

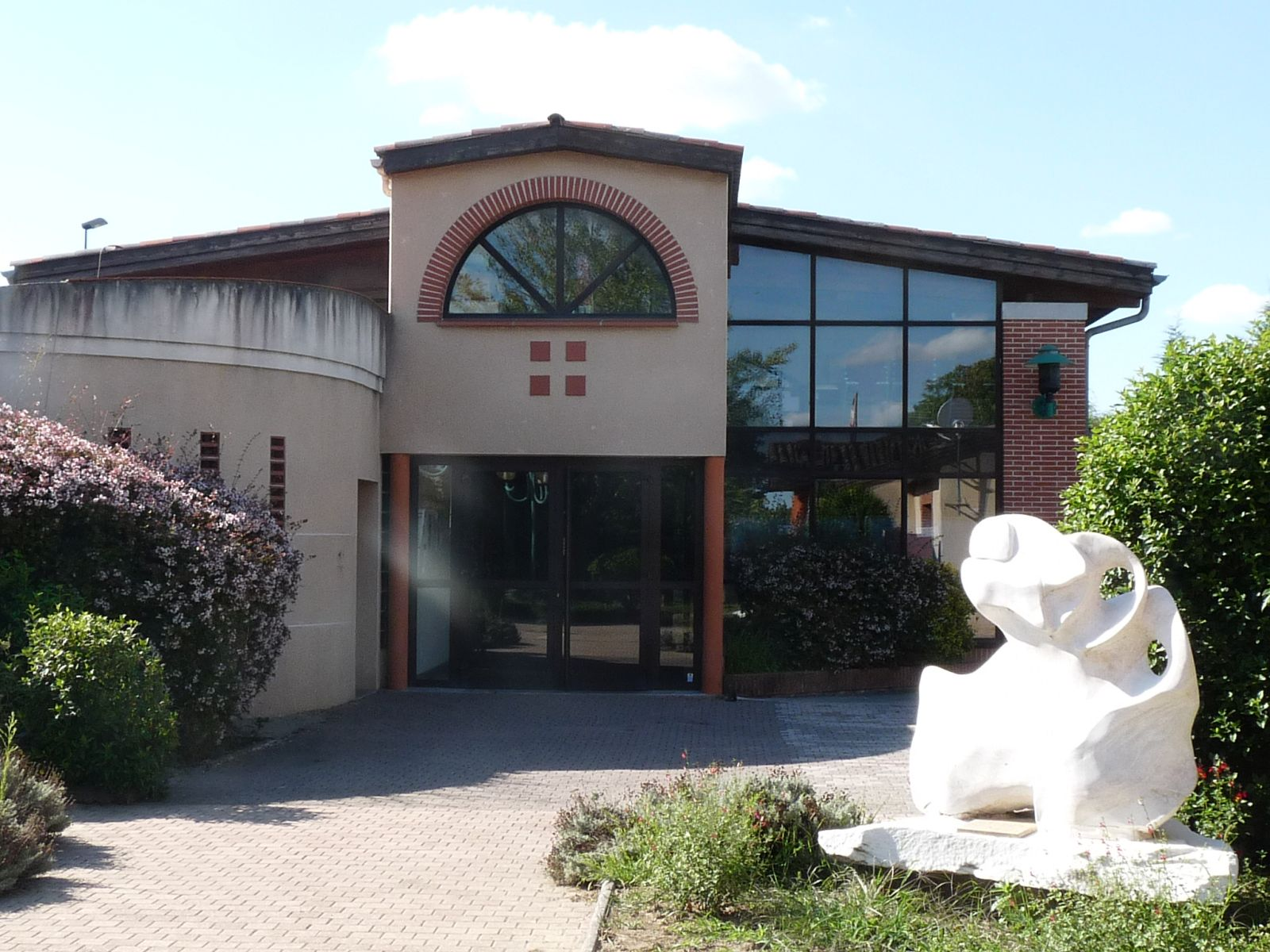
La salle des fêtes
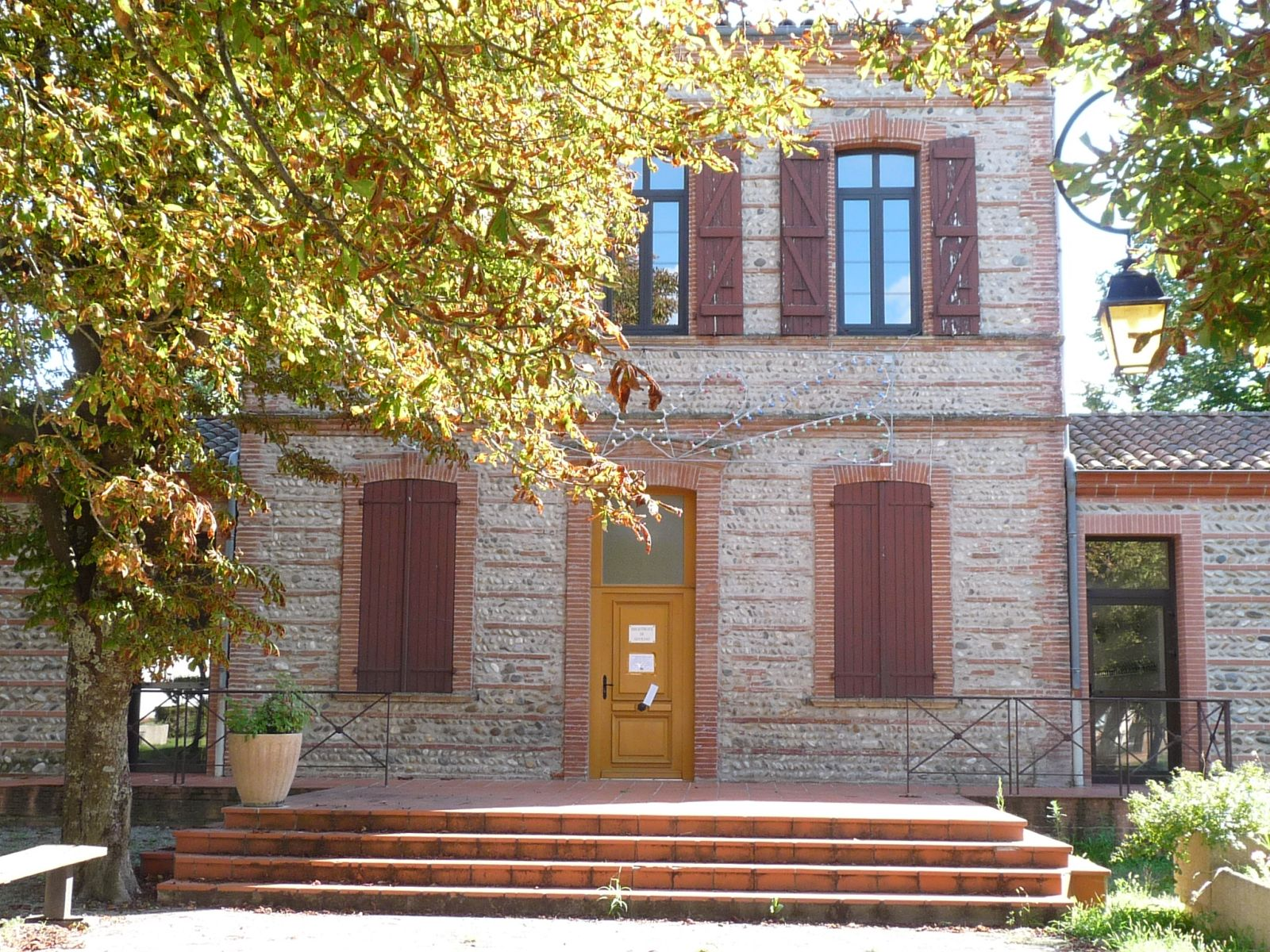
La bibliothèque

### Écologie et recyclage
La collecte et le traitement des déchets des ménages et des déchets assimilés ainsi que la protection et la mise en valeur de l'environnement se font dans le cadre du Sicoval.

## Économie

### Revenus
En 2018  (données Insee publiées en septembre 2021), la commune compte 326 ménages fiscaux, regroupant 921 personnes. La médiane du revenu disponible par unité de consommation est de 37 400 € (23 140 € dans le département).

### Emploi
|                | 2008  | 2013  | 2018  |
| -------------- | ----- | ----- | ----- |
| Commune        | 3,7 % | 5,5 % | 3,3 % |
| Département    | 7,7 % | 9,6 % | 9,3 % |
| France entière | 8,3 % | 10 %  | 10 %  |

En 2018, la population âgée de 15 à 64 ans s'élève à 523 personnes, parmi lesquelles on compte 78 % d'actifs (74,8 % ayant un emploi et 3,3 % de chômeurs) et 22 % d'inactifs,. Depuis 2008, le taux de chômage communal (au sens du recensement) des 15-64 ans est inférieur à celui de la France et du département.
La commune fait partie de la couronne de l'aire d'attraction de Toulouse, du fait qu'au moins 15 % des actifs travaillent dans le pôle,. Elle compte 51 emplois en 2018, contre 78 en 2013 et 72 en 2008. Le nombre d'actifs ayant un emploi résidant dans la commune est de 398, soit un indicateur de concentration d'emploi de 12,8 % et un taux d'activité parmi les 15 ans ou plus de 59,6 %.
Sur ces 398 actifs de 15 ans ou plus ayant un emploi, 30 travaillent dans la commune, soit 8 % des habitants. Pour se rendre au travail, 89,7 % des habitants utilisent un véhicule personnel ou de fonction à quatre roues, 1,3 % les transports en commun, 4,1 % s'y rendent en deux-roues, à vélo ou à pied et 5 % n'ont pas besoin de transport (travail au domicile).

### Activités hors agriculture

#### Secteurs d'activités
51 établissements sont implantés  à Goyrans au 31 décembre 2019. Le tableau ci-dessous en détaille le nombre par secteur d'activité et compare les ratios avec ceux du département,.
| Secteur d'activité                                                                                        | Commune | Commune | Département |
| Secteur d'activité                                                                                        | Nombre  | %       | %           |
| --- | ------- | ------- | ----------- |
| Ensemble                                                                                                  | 51      | 100 %   | (100 %)     |
| Industrie manufacturière, industries extractives et autres                                                | 2       | 3,9 %   | (5,7 %)     |
| Construction                                                                                              | 7       | 13,7 %  | (12 %)      |
| Commerce de gros et de détail, transports, hébergement et restauration                                    | 10      | 19,6 %  | (25,9 %)    |
| Information et communication                                                                              | 2       | 3,9 %   | (4,1 %)     |
| Activités financières et d'assurance                                                                      | 5       | 9,8 %   | (3,8 %)     |
| Activités immobilières                                                                                    | 2       | 3,9 %   | (4,2 %)     |
| Activités spécialisées, scientifiques et techniques et activités de services administratifs et de soutien | 14      | 27,5 %  | (19,8 %)    |
| Administration publique, enseignement, santé humaine et action sociale                                    | 6       | 11,8 %  | (16,6 %)    |
| Autres activités de services                                                                              | 3       | 5,9 %   | (7,9 %)     |

Le secteur des activités spécialisées, scientifiques et techniques et des activités de services administratifs et de soutien est prépondérant sur la commune puisqu'il représente 27,5 % du nombre total d'établissements de la commune (14 sur les 51 entreprises implantées  à Goyrans), contre 19,8 % au niveau départemental.

#### Entreprises et commerces
Les quatre entreprises ayant leur siège social sur le territoire communal qui génèrent le plus de chiffre d'affaires en 2020 sont : 
- Alizeo, activités des sièges sociaux (970 k€)
- Societe La Deveze, activités des marchands de biens immobiliers (29 k€)
- HDB, activités des sociétés holding (10 k€)
- Oasis, activités des sociétés holding (7 k€)

Hors les zones habitées, la plus grande majorité des sols est d'utilisation agricole - et le restera pour plusieurs décennies à la suite du règlement d'un legs - ou boisée.
Le caractère campagnard et l'intérêt des paysages rendu possible par la configuration du terrain a motivé l'établissement d'un grand nombre de sentiers dans la commune, en collaboration avec le Sicoval.
La commune ne présente à ce jour (2010) aucun commerce permanent, mais un marché « de plein vent » se tient tous les mardis soir depuis 2010 sur la place de la Mairie.

### Agriculture
|               | 1988 | 2000 | 2010 | 2020 |
| ------------- | ---- | ---- | ---- | ---- |
| Exploitations | 7    | 4    | 4    | 4    |
| SAU (ha)      | 136  | 108  | 52   | 66   |

La commune est dans le Lauragais, une petite région agricole occupant le nord-est du département de la Haute-Garonne, dont les coteaux portent des grandes cultures en sec avec une dominante blé dur et tournesol. En 2020, l'orientation technico-économique de l'agriculture  sur la commune est la culture de céréales et/ou d'oléoprotéagineuses. Quatre exploitations agricoles ayant leur siège dans la commune sont dénombrées lors du recensement agricole de 2020 (sept en 1988). La superficie agricole utilisée est de 66 ha,,.

## Culture locale et patrimoine

### Lieux et monuments
- L'église paroissiale Saint-Pierre présente un clocher-mur typique de la région toulousaine, relativement bien garni en cloches.
- Le centre du village est la place des Marronniers ombragée de ses arbres éponymes, et faisant parvis à l'école primaire.
- Réserve naturelle régionale Confluence Garonne-Ariège.

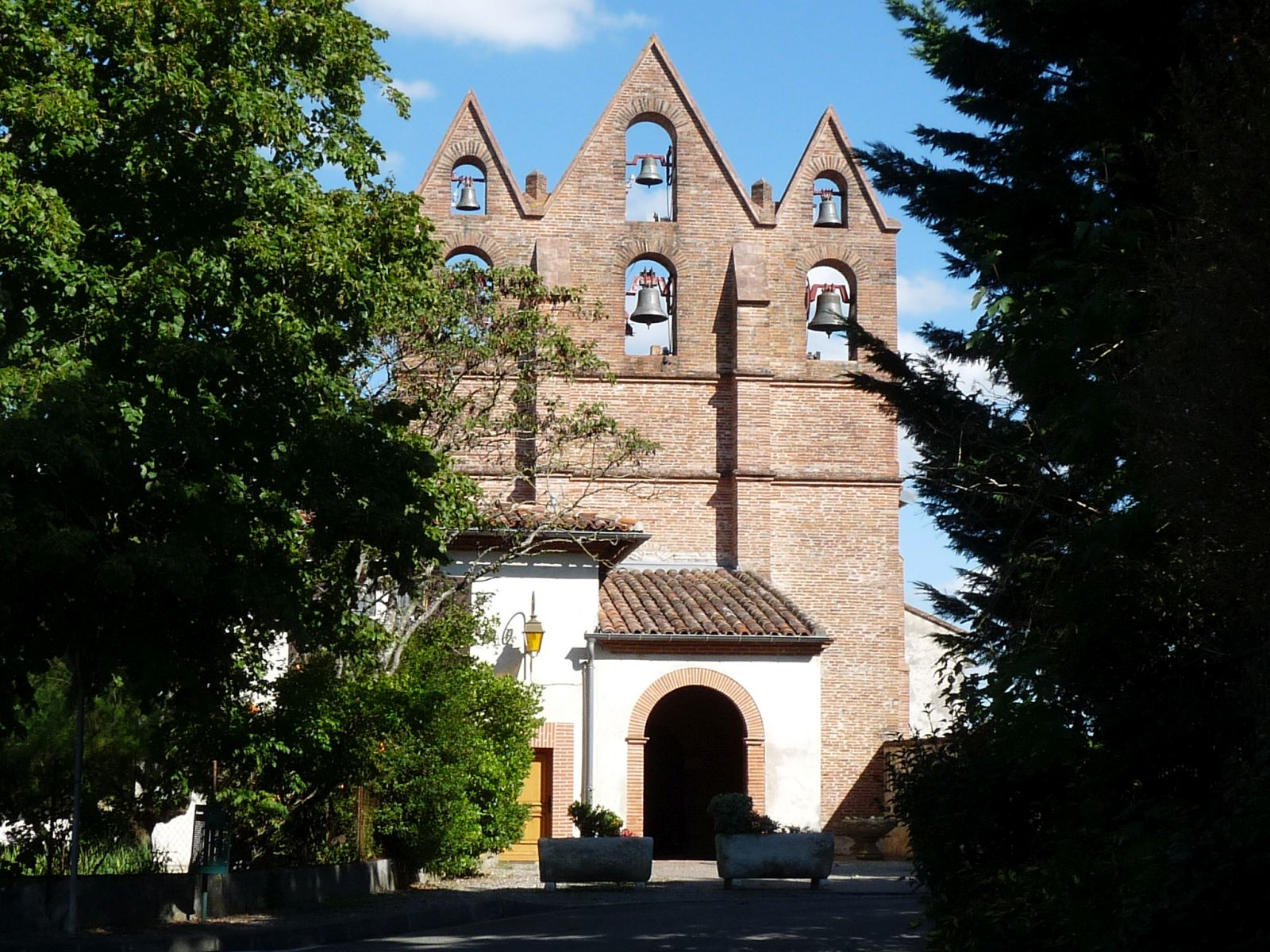
L'église Saint-Pierre
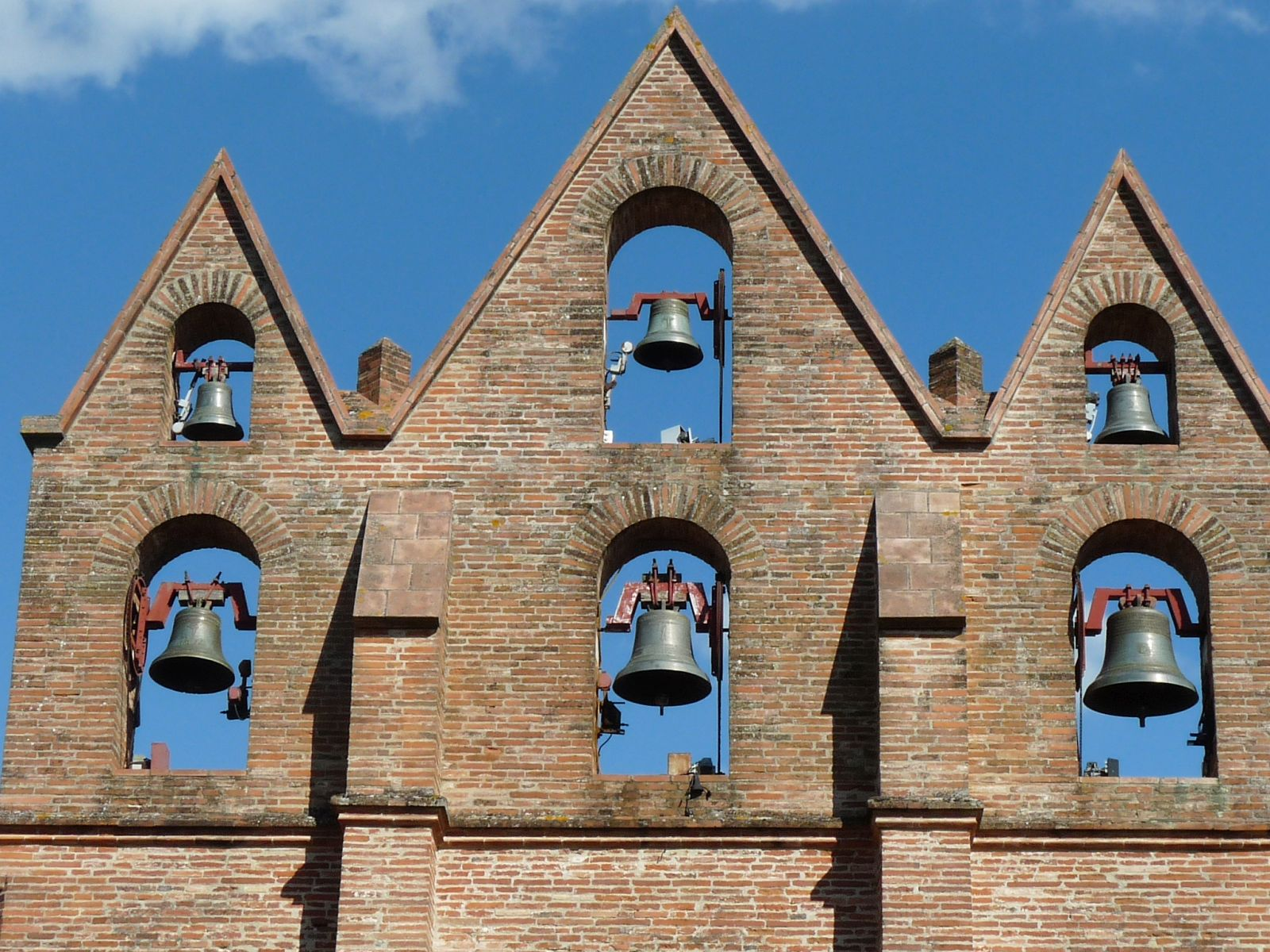
et son clocher-mur.
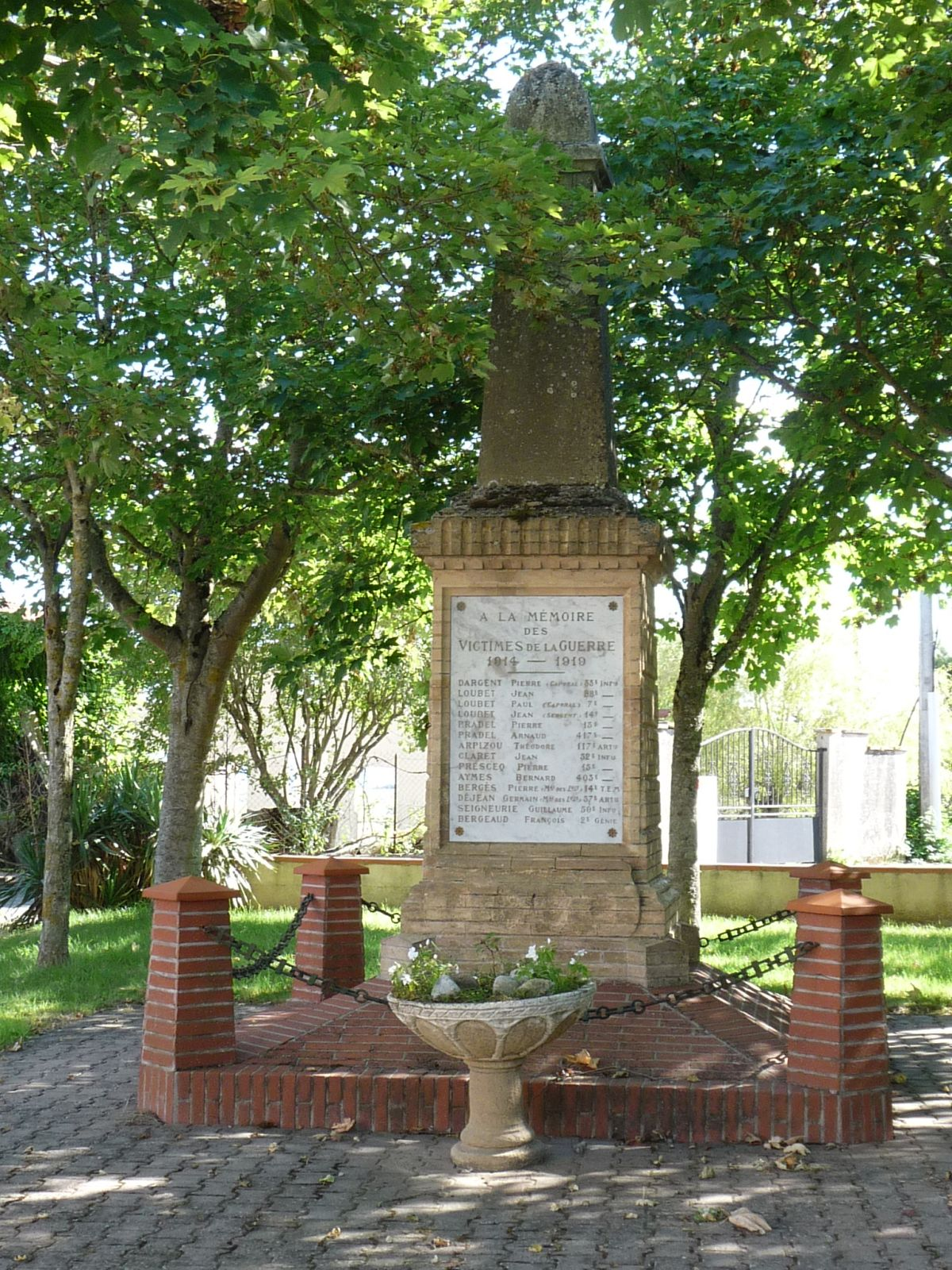
Le monument aux morts.
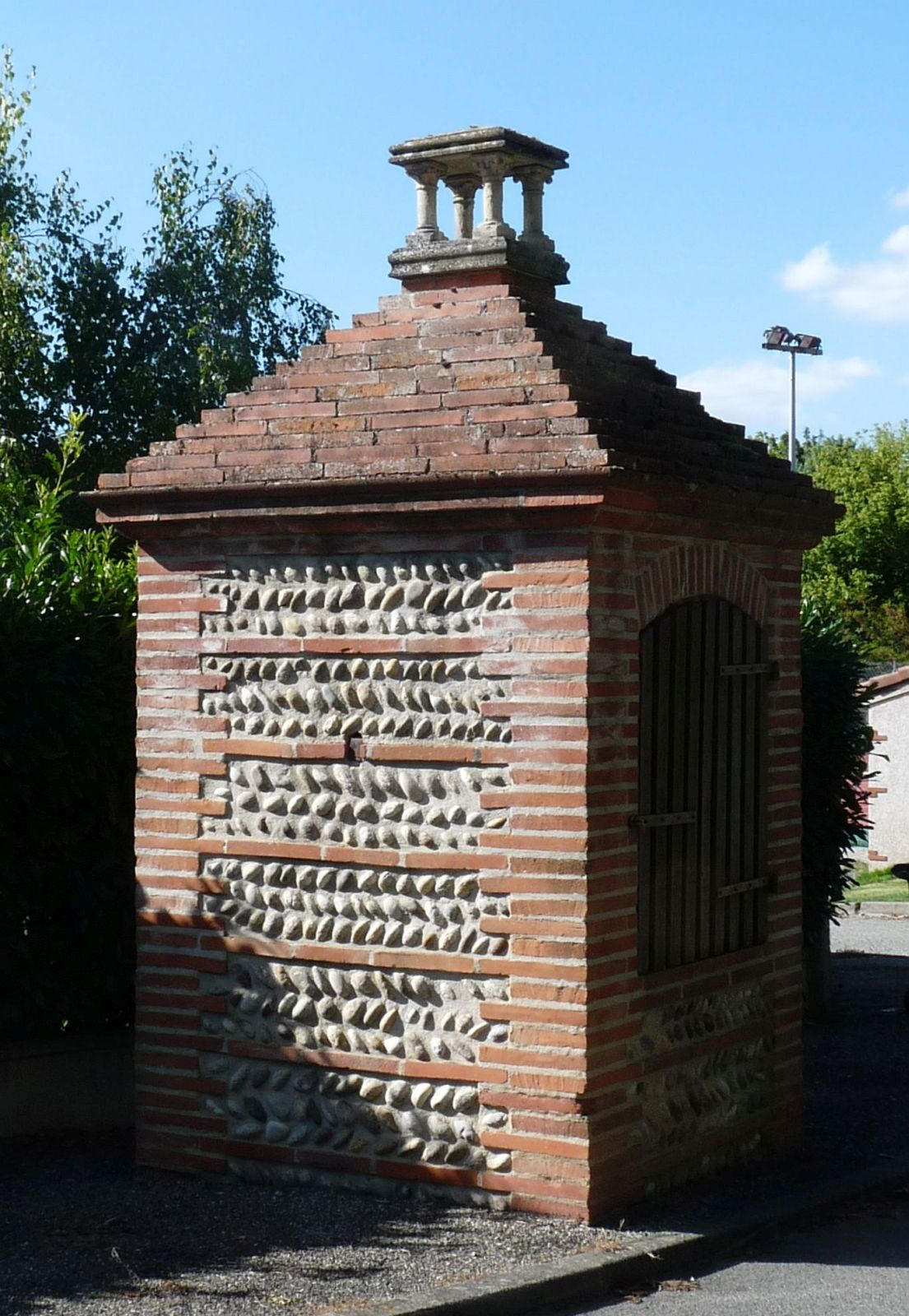
Ancien puits, au village.

### Personnalités liées à la commune
- Maurice Sarrazin, acteur et directeur du théâtre Daniel-Sorano de Toulouse.
- Maison de Limoges, dont Goyrans était une possession.

### Héraldique
| Blason de Goyrans | Les armes de Goyrans se blasonnent ainsi : D'or au lion de sable. |

## Pour approfondir